# Купрешки сир
Купрешки сир је врста аутохтоног млечног производа који се производи од млака стоке која се узгаја на ширем простору Купрешке висоравни. Веома је цењен на тржишту, посебног је укуса и прави се од крављег, овчијег и козјег млека стоке која већи део године проводи на пашњацима високе нутритивне вредности, без додатака у савремена средства која се користе у исхрани стоке, као што су силажа или концентрат.

## Карактеристике подручја
Карактеристике подручја са кога се добија млеко од ког се производи Купрешки сир су: 
- географске одлике - надморска висина (просечно 1.130 метара) и утицај морских струја на квалитет испаше
- флористички састав и вегетацијска композиција биљног покривача - разноврстан биодиверзитет (са укупно 92 биљних врста, од којих је 25 ендемских).  Поред своjе улоге у производњи крмива, пашњаци Купрешког поља су станиште великог броjа различитих врста биљака и животиња, што резултује високом стопом биодиверзитета коjи се односи на живе организме коjи своjим постоjањем ступаjу у интеракциjу са овим екосистемом.
- пасмински састав стоке (који је као и у целој Босни и Херцеговини) базиран већином на соjевима аутохтоне пасмине без организованог селекциjског рада.

### Географија подручја
Купрешко поље на коме се гаји стока од чијег млека се добиија Купрешки сир је велико крашко поље у југозападном делу Босне, Босна и Херцеговина. Смештено је источно од два суседна крашка поља: Ливањског и Гламочког, те северно од Дувањског поља. Пружа се од северозапада ка југоистоку, у дужину од 24 км, ширину 10 км, на површини од 93 км². 

### Пасмина
Свака пасмина има своj историjат настанка, почетак, развоj и подручjе распрострањености, те намену, па се то односи и на пасмину стоке која се узгаја на ширем подручку Купрешког поља. Многе пасмине су аутохтоне, годинама су се развиjале и прилагођавале локалном подручjу и променама без системског деловања човека. Из тих разлога развиле су особине прилагодљивости на климу Купрешког поља, храну и отпорност на болести које ту владају, што поред испаше има нарочити значаj на укус и квалитет млека од кога се израђују све врсте Купрешког сира. 

## Врсте
У основи Купрешки сир се производи у шест врста и то као:
- Купрешки тврди пуномасни сир од необраног крављег млека,
- Купрешки димљени сир,
- Купрешки сир са зачинима (коприва, бели лук, лук, першун и босиљак),
- Башка сир са зачинима (бибер, парадајз, чили и оригано),
- Купрешки козји сир (комбинација козјег и крављег млека),
- Купрешки планински сир (комбинација овчијег и крављег млека,  у односу 30% крављег и 70% овчијег, као и у комбинацији 50% – 50%).